# Eduardo Vega de Seoane y Echevarría
Eduardo Vega de Seoane y Echevarría fou un polític espanyol, nascut a San Fernando (Cadis) i mort a Sant Sebastià el 22 de febrer de 1951. Diputat a les Corts Espanyoles durant la restauració borbònica.

## Biografia
Fill de Baldomero Vega de Seoane y Andrea Pérez, es llicencià en dret i es va establir a Sant Sebastià, on fou vocal de la Junta Provincial de Beneficència de Guipúscoa pel Partit Liberal. Amb aquest partit fou elegit diputat pel districte de Pego a les eleccions generals espanyoles de 1910 i pel de Dénia a les eleccions generals espanyoles de 1914. A les eleccions de 1916 es presentà pel districte de Pego, però fou derrotat per Miguel Maura Gamazo. Posteriorment fou president de la Societat Espanyola de Papereria.